# エレン・カシュナー

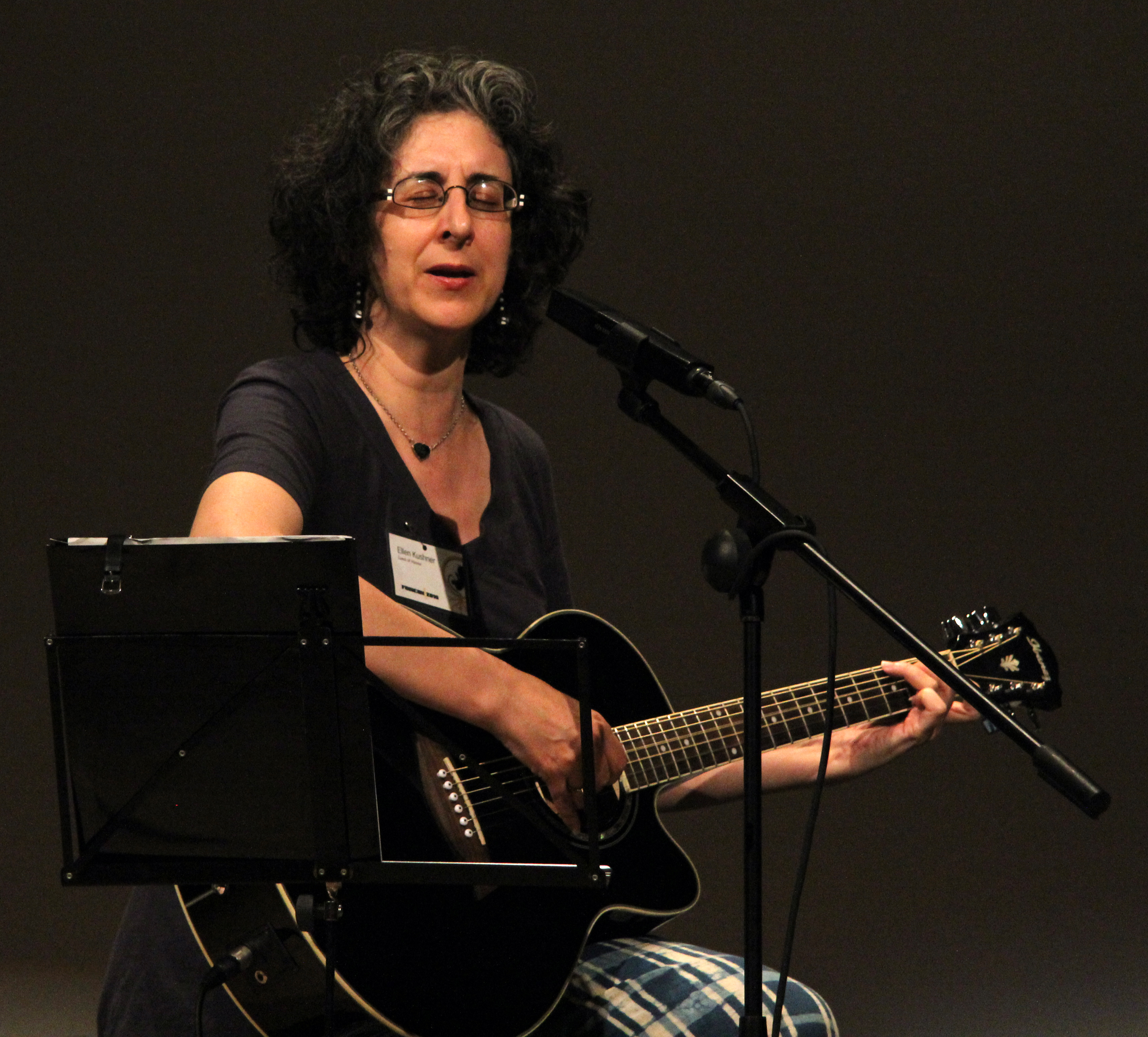
Ellen Kushner, 2010年.

エレン・カシュナー（Ellen Kushner、1955年 - ）は、アメリカ合衆国のファンタジー作家、ラジオパーソナリティ。

## 経歴
ワシントンD.C.生まれでオハイオ州クリーブランド育ち。幼少期はフランスで生活したこともある。ブリンマー大学とバーナード大学を卒業した後、ニューヨークで書評や編集、コピーライターの仕事に就く。
1986年、ジュディス・ミッチェル (Judith Mitchell)との共著、The Enchanted Kingdomでデビュー。
1987年、「剣の輪舞」Swordspointで単独デビューする。
ラジオ番組「Sound & Spirit」のパーソナリティも勤め、Interstitial Arts Foundationの創立者の一人でもある。

## 著作リスト
- Swordspoint （1987年）『剣の輪舞』日本語翻訳：井辻朱美、ハヤカワ文庫FT
- Thomas the Rhymer（1990年）『吟遊詩人トーマス』日本語翻訳：井辻朱美、ハヤカワ文庫FT、1991年度世界幻想文学大賞受賞
- St. Nicholas and the Valley Beyond: A Christmas Legend （1994年）
- The Fall of the Kings （2002年）『王と最後の魔術師』日本語翻訳：井辻朱美、ハヤカワ文庫FT、デリア・シャーマン（Delia Sherman）との共著
- The Privilege of the Sword （2006年）『剣の名誉』日本語翻訳：井辻朱美、ハヤカワ文庫FT、2007年度ローカス賞 ファンタジイ長篇部門受賞
- The Man with the Knives